# Musica è (singolo)
Musica è è una canzone scritta da Eros Ramazzotti, Piero Cassano e Adelio Cogliati nel 1988, interpretata dallo stesso Ramazzotti nell'album omonimo.

## Altre versioni
- 1997, il brano viene inserito nella raccolta Eros, nel quale l’artista ne interpreta una versione in coppia con Andrea Bocelli.
- 2007, la canzone viene nuovamente reincisa in e², seconda raccolta di Ramazzotti, nella quale il cantante viene affiancato da Gian Piero Reverberi e dalla London Philharmonic Orchestra.

## Tracce
7" singolo (DDD / Ariola 111 975)
Lato A
1. Musica è (Part I) – 5:52 (testo: Piero Cassano, Adelio Cogliati – musica: Eros Ramazzotti)

Lato B
1. Musica è (Part II) – 5:05 (testo: Piero Cassano, Adelio Cogliati – musica: Eros Ramazzotti)